# Bunny Brunel
Bernard "Bunny" Brunel (ur. 2 marca 1950 w Nicei) – amerykański basista francuskiego pochodzenia. Od 1979 roku prowadzi solową działalność artystyczną. Współpracował ponadto m.in. z takimi wykonawcami jak: Didier Lockwood, Chick Corea, Michel Polnareff oraz Kazumi Watanabe. Ponadto od 2000 roku współtworzy supergrupę CAB.

## Instrumentarium
- The Bunny Brunel Electric Upright Bass[3]
- ESP Ltd Bunny Brunel Signature BB-1005FL QM BOR[4]
- ESP Ltd Bunny Brunel Signature BB-1005 QM BLKAQ[5][6]
- ESP Ltd Bunny Brunel Signature BB-1005 QM BOR[7]
- ESP Ltd Bunny Brunel Signature BB-1004QM STBLKSB[8]

## Publikacje
- Mel Bay's Complete Book of Bass Essentials for 4 & 5 String Bass, 1992, Mel Bay Publications, ISBN 978-1-56222-367-0
- Slap Bass Essentials, 1995, Hal Leonard, ISBN 978-0-7935-3743-3
- J.S. Bach: Fifteen 2-Part Inventions for 2 Basses, 1999, Mel Bay Publications, ISBN 978-0-7866-8095-5
- Fretless Bass: A Hands-On Guide Including Fundamentals, Techniques, Grooves and Solos, 2002, Hal Leonard, ISBN 978-0-634-04578-3
- Bunny Brunel's Power Bass, 2003, Backbeat Books, ISBN 978-0-87930-771-4
- Bunny Brunel's Xtreme! Bass: Ideas & Exercises to Unlock Your Creativity, 2005, Backbeat Books, ISBN 978-0-87930-795-0